# Andrometra
Genre
Andrometra est un genre de comatules de la famille des Antedonidae.

## Liste d'espèces
Selon World Register of Marine Species (26 mars 2015) :
- Andrometra indica (AH Clark, 1909)
- Andrometra psyche (AH Clark, 1908)